# Design Museum Dedel
Het Design Museum Dedel is een museum dat in het monumentale pand Huis Dedel aan de Prinsegracht 15 in Den Haag gevestigd is. Het museum maakt thematische tentoonstellingen van twee-dimensionaal design, zoals grafische vormgeving, affiches, behang en dergelijke, waar onder andere affiches uit de collectie van het voormalige Affichemuseum in Hoorn en objecten (waaronder affiches) uit de collectie van het ReclameArsenaal getoond worden. Het museum werd op 1 juli 2019 geopend door Hedy d'Ancona met een tentoonstelling gewijd aan het werk van Milton Glaser en Wim Crouwel (ontwerper), die beiden toen 90 jaar oud waren. In het najaar volgde de tentoonstelling KLM, the first century met bijbehorende publicatie, maar die tentoonstelling werd onderbroken door Covid-19. In 2023 is het museum weer geopend. Het museum werkt met private middelen en inzet van vrijwilligers en is gerangschikt als ANBI. Huis Dedel wordt door de Stichting Huis Dedel tegen kostprijs aan het museum ter beschikking gesteld. 

## Huis Dedel
Huis Dedel is in 1642 in opdracht van Willem Willemszn Dedel gebouwd door (naar alle waarschijnlijkheid) de architect Pieter Post. Het is een rijksmonument. In de 17e en 18e eeuw behoorde het aan de burgemeestersfamilie Dedel. In 2018 is met steun van de Provincie Zuid-Holland een uitgebreide restauratie van het pand gestart. Het casco is in 2022 gereed gekomen. De rijke interieurs uit de 18e en 19e eeuw volgen zodra daartoe de financiële middelen gevonden worden.
Naast het 19e-eeuwse behang, waaronder Japans imitatie-goudleerbehang, de zogenaamde kinkarakawakami, is internationaal vermaard het trappenhuis met lantaarn en stucwerk uit ca 1735 in rococostijl.  Het is van een zeldzame kwaliteit, waarbij de Italiaanse stucwerker (waarschijnlijk Joseph Bollina) een inventief lichtspel heeft toegepast. In de decoratie is het levensverhaal van de in 1733 overleden Magdalena Dedel (geboren Muijssart) verwerkt. Op haar geboortedatum (17 december) schijnt de zon om 16:10u precies op haar afbeelding. Op de langste dag (21 juni) verschijnt om 16:10u door de lichtinval het gezicht van een man, waarschijnlijk de puissant rijke Haagse burgemeester Jan Hudde Dedel, de rouwende echtgenoot van Magdalena. Het interieur bestaande uit een zevental plafondschilderingen van Jacob de Wit, minimaal vijf bovendeurstukken en veertien grisailles van dezelfde alsmede wandtapijten van de firma Leyniers in Brussel, lambriseringen, goudleerbehang, een spiegel met decoratie van Jacob de Wit voorstellende een allegorie van het vererven, schouwen, kristallen luchters, het meeste met voorstellingen naar de Metamorfosen (Ovidius), werd kort na 1871 door de toenmalige eigenaar, de adellijke familie Melort, verkocht aan de familie Rothschild, Weense tak voor ƒ 25.200,00, waarschijnlijk via de Haagse antiekhandelaar Léon Sarluis.  
Na roof in 1938 door de nazi's werd het interieur bestemd voor het Führermuseum in Linz (niet doorgegaan) en opgeslagen in zoutmijnen in Altaussee (Oostenrijk). Na de oorlog is het meeste aan de familie Rothschild gerestitueerd en vervolgens verspreid geraakt. Aan een reconstructie van het interieur wordt in samenwerking met de familie Rothschild gewerkt. Stichting Huis Dedel kon al enige wandtapijten verwerven. Een plafondschildering van Jacob de Wit uit Huis Dedel bevindt zich in Waddesdon Manor, kroonluchters hangen in de Neue Burg in Wenen.

## Collectie
Het Design Museum Dedel bezit geen eigen collectie, maar kan gebruik maken van bruiklenen van de collectie van stichting ReclameArsenaal, en diverse openbare en privé-collecties, zoals een collectie van ruim 40.000 behangstalen uit de periode 1880-2000. De collectie van het ReclameArsenaal bestaat uit ruim 70.000 affiches uit de periode 1880-1980.
Omdat de inrichting van Huis Dedel monumentaal behang bevat, is het Design Museum ook historisch behang gaan verzamelen.
De verhuizing van een deel van deze collectie van de tijdelijke locatie in Hilversum naar Den Haag vond plaats in 2018. In 2019 is ook de rest van de collectie naar Den Haag verhuisd. De collectie is in de nabijheid van Huis Dedel opgeslagen. De bibliotheek is primair raadpleegbaar bij het IISG in Amsterdam en voor wat daar ontbreekt ook deels in Den Haag.
De collectie wordt ontsloten via de zusterinstelling International Advertising & Design Database (IADDB). Daar is ook veel literatuur over kunst en ontwerpen te vinden, waaronder diverse contemporaine kunsttijdschriften, zoals De Stijl, Wendingen, Das Plakat, Die Form, Merz, Gebrauchsgraphik, Cercle et Carré, Bauhausbücher, en vele andere.